# Storbritanniens Grand Prix 2013
Storbritanniens Grand Prix 2013, officiellt 2013 Santander British Grand Prix, var en Formel 1-tävling som hölls den 30 juni 2013 på Silverstone Circuit i Silverstone, Storbritannien. Det var den åttonde tävlingen av Formel 1-säsongen 2013 och kördes över 52 varv. Vinnare av loppet blev Nico Rosberg för Mercedes, tvåa blev Mark Webber för Red Bull och trea blev Fernando Alonso för Ferrari.

## Kvalet
| KR. | Nr | Förare              | Konstruktör          | Q1       | Q2       | Q3       | Grid |
| --- | -- | ------------------- | -------------------- | -------- | -------- | -------- | ---- |
| 1   | 10 | Lewis Hamilton      | Mercedes             | 1.30,995 | 1.31,224 | 1.29,607 | 1    |
| 2   | 9  | Nico Rosberg        | Mercedes             | 1.31,355 | 1.31,028 | 1.30,059 | 2    |
| 3   | 1  | Sebastian Vettel    | Red Bull-Renault     | 1.31,559 | 1.30,990 | 1.30,211 | 3    |
| 4   | 2  | Mark Webber         | Red Bull-Renault     | 1.31,605 | 1.31,002 | 1.30,220 | 4    |
| 5   | 19 | Daniel Ricciardo    | Toro Rosso-Ferrari   | 1.32,097 | 1.31,182 | 1.30,757 | 5    |
| 6   | 15 | Adrian Sutil        | Force India-Mercedes | 1.32,002 | 1.31,097 | 1.30,908 | 6    |
| 7   | 8  | Romain Grosjean     | Lotus-Renault        | 1.31,466 | 1.31,530 | 1.30,955 | 7    |
| 8   | 7  | Kimi Räikkönen      | Lotus-Renault        | 1.31,400 | 1.31,592 | 1.30,962 | 8    |
| 9   | 3  | Fernando Alonso     | Ferrari              | 1.32,266 | 1.31,387 | 1.30,979 | 9    |
| 10  | 5  | Jenson Button       | McLaren-Mercedes     | 1.31,979 | 1.31,649 |          | 10   |
| 11  | 4  | Felipe Massa        | Ferrari              | 1.32,241 | 1.31,779 |          | 11   |
| 12  | 18 | Jean-Éric Vergne    | Toro Rosso-Ferrari   | 1.32,105 | 1.31,785 |          | 12   |
| 13  | 6  | Sergio Pérez        | McLaren-Mercedes     | 1.31,953 | 1.32,082 |          | 13   |
| 14  | 11 | Nico Hülkenberg     | Sauber-Ferrari       | 1.32,168 | 1.32,211 |          | 14   |
| 15  | 16 | Pastor Maldonado    | Williams-Renault     | 1.32,512 | 1.32,359 |          | 15   |
| 16  | 17 | Valtteri Bottas     | Williams-Renault     | 1.32,664 |          |          | 16   |
| 17  | 12 | Esteban Gutiérrez   | Sauber-Ferrari       | 1.32,666 |          |          | 17   |
| 18  | 20 | Charles Pic         | Caterham-Renault     | 1.33,866 |          |          | 18   |
| 19  | 22 | Jules Bianchi       | Marussia-Cosworth    | 1.34,108 |          |          | 19   |
| 20  | 21 | Giedo van der Garde | Caterham-Renault     | 1.35,481 |          |          | 222  |
| 21  | 23 | Max Chilton         | Marussia-Cosworth    | 1.35,858 |          |          | 20   |
| EX  | 14 | Paul di Resta       | Force India-Mercedes | 1.32,062 | 1.31,291 | 1.30,736 | 211  |

| Vidare från första kvalrundan ▬▬ Vidare från andra kvalrundan ▬▬ |

Noteringar:
- ^1  — Paul di Resta uteslöts från kvalet efter att man upptäckt att hans bil vägt under minimivikten. Han fick därför starta i slutet på startgriden.[1]
- ^2  — Giedo van der Garde fick fem platsers nedflyttning för att ha orsakat en kollision med Nico Hülkenberg i den föregående tävlingen. Han fick senare även ännu en bestraffning för ett otillåtet växellådsbyte.[2]

## Loppet

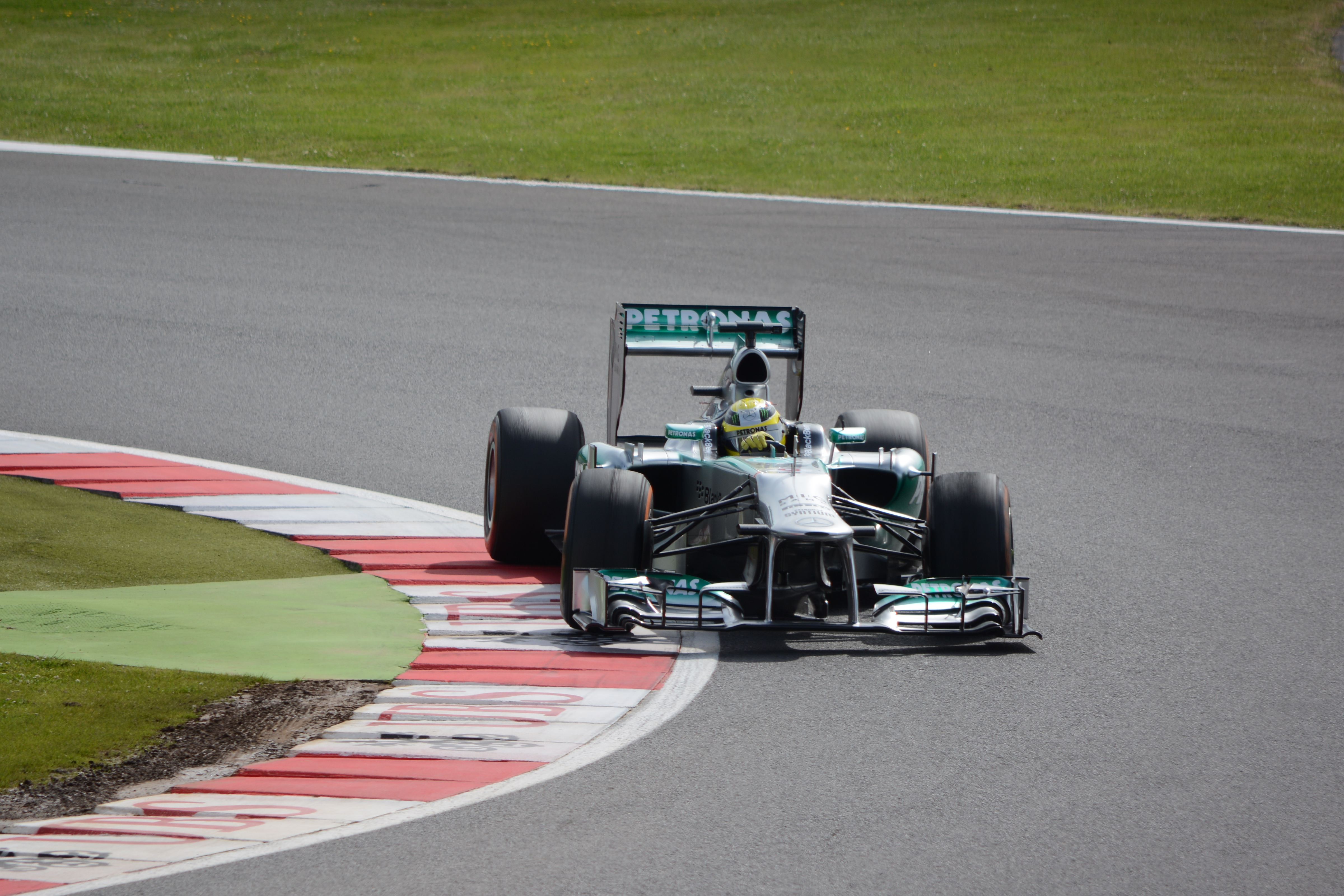
Nico Rosberg vann loppet.

| Pos. | Nr | Förare              | Konstruktör          | Varv | Tid              | Grid | P  |
| ---- | -- | ------------------- | -------------------- | ---- | ---------------- | ---- | -- |
| 1    | 9  | Nico Rosberg        | Mercedes             | 52   | 1:32.59,456      | 2    | 25 |
| 2    | 2  | Mark Webber         | Red Bull-Renault     | 52   | +0,765           | 4    | 18 |
| 3    | 3  | Fernando Alonso     | Ferrari              | 52   | +7,124           | 9    | 15 |
| 4    | 10 | Lewis Hamilton      | Mercedes             | 52   | +7,756           | 1    | 12 |
| 5    | 7  | Kimi Räikkönen      | Lotus-Renault        | 52   | +11,257          | 8    | 10 |
| 6    | 4  | Felipe Massa        | Ferrari              | 52   | +14,573          | 11   | 8  |
| 7    | 15 | Adrian Sutil        | Force India-Mercedes | 52   | +16,335          | 6    | 6  |
| 8    | 19 | Daniel Ricciardo    | Toro Rosso-Ferrari   | 52   | +16,543          | 5    | 4  |
| 9    | 14 | Paul di Resta       | Force India-Mercedes | 52   | +17,943          | 21   | 2  |
| 10   | 11 | Nico Hülkenberg     | Sauber-Ferrari       | 52   | +19,709          | 14   | 1  |
| 11   | 16 | Pastor Maldonado    | Williams-Renault     | 52   | +21,135          | 15   |    |
| 12   | 17 | Valtteri Bottas     | Williams-Renault     | 52   | +25,094          | 16   |    |
| 13   | 5  | Jenson Button       | McLaren-Mercedes     | 52   | +25,969          | 10   |    |
| 14   | 12 | Esteban Gutiérrez   | Sauber-Ferrari       | 52   | +26,285          | 17   |    |
| 15   | 20 | Charles Pic         | Caterham-Renault     | 52   | +31,613          | 18   |    |
| 16   | 22 | Jules Bianchi       | Marussia-Cosworth    | 52   | +36,097          | 19   |    |
| 17   | 23 | Max Chilton         | Marussia-Cosworth    | 52   | +1.07,660        | 20   |    |
| 18   | 21 | Giedo van der Garde | Caterham-Renault     | 52   | +1.07,759        | 22   |    |
| 19   | 8  | Romain Grosjean     | Lotus-Renault        | 51   | Handling         | 7    |    |
| 20   | 6  | Sergio Pérez        | McLaren-Mercedes     | 46   | Punkteringsskada | 13   |    |
| Ret  | 1  | Sebastian Vettel    | Red Bull-Renault     | 41   | Växellåda        | 3    |    |
| Ret  | 18 | Jean-Éric Vergne    | Toro Rosso-Ferrari   | 35   | Punkteringsskada | 12   |    |

| Förare och stall som tog poäng ▬▬ |

## Ställning efter loppet
|   | Pos. | Förare           | Poäng |
| - | ---- | ---------------- | ----- |
| ▬ | 1    | Sebastian Vettel | 132   |
| ▬ | 2    | Fernando Alonso  | 111   |
| ▬ | 3    | Kimi Räikkönen   | 98    |
| ▬ | 4    | Lewis Hamilton   | 89    |
| ▬ | 5    | Mark Webber      | 87    |

|     | Pos. | Konstruktör          | Poäng |
| --- | ---- | -------------------- | ----- |
| ▬   | 1    | Red Bull-Renault     | 219   |
| ▲ 1 | 2    | Mercedes             | 171   |
| ▼ 1 | 3    | Ferrari              | 168   |
| ▬   | 4    | Lotus-Renault        | 124   |
| ▬   | 5    | Force India-Mercedes | 59    |

- Notering: Endast de fem bästa placeringarna i vardera mästerskap finns med på listorna.